# Nicolae Grigore
Nicolae Adrian Grigore (Buftea, 19 luglio 1983) è un ex calciatore rumeno, di ruolo centrocampista.